# Admontia duospinosa
Admontia duospinosa är en tvåvingeart som först beskrevs av Reginald James West 1925.
Admontia duospinosa ingår i släktet Admontia och familjen parasitflugor. Inga underarter finns listade i Catalogue of Life.